# Nicandro Ares Vázquez
Nicandro Ares Vázquez (Santa Eulalia de Bóveda, 7 de junio de 1926 - Lugo, 22 de julio de 2017) fue un lingüista y teólogo gallego.

## Trayectoria
Fue ordenado sacerdote en 1951. Estudió teología y filosofía, con gran interés por las lenguas clásicas. Fue sacerdote de San Cristovo da Cervela y rápidamente se incorporó al Seminario de Lugo como docente a partir de 1955 durante 42 años impartiendo teología y otras materias. A partir de 1964 comenzó a publicar artículos referentes a temas históricos y onomásticos, tarea en la que destacó con la publicación de múltiples estudios dedicados a la toponimia de la diócesis de Lugo.
Fue miembro correspondiente de la Real Academia Gallega desde abril de 2006, institución que publicó en 2013 dos volúmenes con el título "Estudios de toponimia galega" que recopilan un total de 178 artículos publicados por él entre 1964 y 2011.
Su otra gran pasión, a la que dedicó tiempo y estudios, fue el monumento en Santalla de Bóveda de Mera, su casa natal.
Buena parte de sus estudios fueron publicados en la revista Lucensia de la diócesis de Lugo.  También en el diario El Progreso, en la revista Grial, etc.
En 2020 se publicó un libro homenaje con el título "Don Nicandro Ares. Bo e sabio", coordinado por J. Diéguez Diéguez.

## Obra
- Estudos de toponimia galega. Tomo I (2012). Real Academia Galega, La Coruña. ISBN 978-84-87987-83-0
- Estudos de toponimia galega. Tomo II (2013). Real Academia Galega, La Coruña. ISBN 978-84-87987-85-4